# Lera Auerbach
Valeria (Lera) Lvovna Auerbach, Russisch: Вале́рия (Ле́ра) Льво́вна Аверба́х (Tsjeljabinsk, 21 oktober 1973) is een Amerikaanse componiste van eigentijdse klassieke muziek en concertpianiste, die geboren is in de Sovjet-Unie.

## Loopbaan
Lera Auerbach is afkomstig uit de Oeral, niet ver van Siberië, als dochter van een pianolerares uit een muzikale familie. Ze begon al vroeg met pianospelen en componeren. Op twaalfjarige leeftijd schreef ze al een opera. In 1991, toen ze achttien was, ging ze op concerttournee door de Verenigde Staten en besloot daar te blijven. Sindsdien woont ze in New York. Ze studeerde piano bij Joseph Kalichstein en compositie bij Milton Babbitt aan de Juilliard School en daarnaast literatuurwetenschap aan Columbia University. In 2002 legde ze het examen concertpianist af aan de Hochschule für Musik in Hannover.  
Auerbach trad voor het eerst op in Carnegie Hall in mei 2002 en speelde toen haar eigen Suite concertante voor viool, piano en orkest met Gidon Kremer en de Kremerata Baltica. Haar muziek wordt sindsdien elk seizoen in Carnegie Hall gespeeld. In 2005 ontving Lera Auerbach de Hindemith-prijs op het Schleswig-Holstein Musik Festival in Duitsland.
Haar muziek wordt gekenmerkt door stilistische vrijheid en de juxtapositie van tonale en atonale muzikale taal. Haar composities werden gecreëerd voor en uitgevoerd door Gidon Kremer, Den Kongelige Ballet (het Koninklijk Deens Ballet) in Kopenhagen, het Hamburg Ballett, David Finckel en Wu Han, Vadim Gluzman, de Kremerata Baltica, het Orkestensemble Kanazawa en vele anderen. Ze heeft opgetreden als solopianiste in de Grote Zaal van het Conservatorium van Moskou, Opera City in Tokio, het Lincoln Center in New York, de Herkulessaal in München, het Oslo Konserthus, de Chicago Symphony Hall en het Kennedy Center in Washington.
In samenwerking met choreograaf John Neumeier heeft ze de muziek gemaakt voor diverse balletten, waaronder De kleine zeemeermin ter gelegenheid van de 200ste verjaardag van H.C. Andersen voor het Koninklijk Deens Ballet  (2005) en Tatiana naar Jevgeni Onegin van Poesjkin voor het Hamburg Ballett (2014).
Het Nederlands Kamerkoor heeft verschillende wereldpremières gebracht van haar koorwerken: 72 Angels - In splendore lucis in 2016, Goetia - In umbra lucis in 2020 en Flights of the Angakok in 2023.

## Werken (selectie)
- 1994 - Pianotrio nr. 1
- 1999 - 24 Preludes voor piano op. 41
- 1999 - 24 Preludes voor viool en piano
- 2001 - Suite concertante voor viool, piano en strijkorkest op. 60
- 2002 - Sonate voor cello en piano
- 2005 - Primera luz, strijkkwartet nr. 2
- 2005 - De kleine zeemeermin op. 80 (ballet)
- 2006 - Requiem for a Poet, Symfonie nr. 2 voor mezzosopraan, cello, koor en orkest
- 2007 - Russian Requiem voor jongenssopraan, mezzosopraan, bas, jongenskoor, gemengd koor en groot orkest
- 2011 - Gogol, opera
- 2012 - Requiem Dresden – Ode an den Frieden
- 2012 - Pianotrio nr. 2, Triptych - This Mirror Has Three Faces
- 2014 - Tatiana (ballet)
- 2016 - 72 Angels - In splendore lucis voor koor en saxofoonkwartet
- 2020 - Goetia - In umbra lucis voor koor en strijkkwartet
- 2023 - Flights of the Angakok voor koor, piano, theremin en percussie

Auerbach schrijft ook poëzie en proza in het Russisch.